# Man Without Country
Cet article concerne le groupe. Pour le livre, voir The Man Without a Country.
Man Without Country (aussi abrégé MWC) est un groupe britannique de musique électronique, originaire du Pays de Galles.

## Histoire
Le groupe est formé par Thomas Greenhalf et Ryan James en 2007 et constitué depuis 2016 du seul Ryan James. Le groupe est nommé d'après une réplique de Tom Hanks dans le film Le Terminal. 
Ryan James (chant, guitare, pédale FX) et Tomas Greenhalf (synthétiseurs, échantillonneur) sortent leur premier album, Foe, en 2012. L'album est mixé par Ken Thomas qui a travaillé pour M83 et Sigur Rós,. La même année, ils jouent en première partie de M83 lors de la tournée Hurry Up, We're Dreaming. En 2015, ils sortent un deuxième album, Maximum Entropy et y reprennent le titre Sweet Harmony des Beloved.

## Discographie

### Albums studio
- 2012 : Foe
- 2015 : Maximum Entropy
- 2018 : Infinity Mirror

### EP et singles
- 2011 : King Complex (EP)
- 2017 : Lion Mind / Jaws of Life
- 2018 : Remember the Bad Things (EP)
- 2019 : Forever Endeavour